# نیو سنترال ایرسرویس
نیو سنترال ایرسرویس (به انگلیسی: New Central Airservice) یک شرکت هواپیمایی است که در ۱۵ دسامبر ۱۹۷۸ میلادی تأسیس شده‌است.